# SPHL 2005/06
Die Saison 2005/06 war die zweite reguläre Saison der Southern Professional Hockey League. Die sieben Teams absolvierten in der regulären Saison je 56 Begegnungen. Das punktbeste Team der regulären Saison waren die Knoxville Ice Bears, die in den Play-offs zudem zum ersten Mal den President’s Cup gewannen.

## Teamänderungen
Folgende Änderungen wurden vor Beginn der Saison vorgenommen:
- Die Asheville Aces stellten den Spielbetrieb ein.
- Die Macon Trax stellten den Spielbetrieb ein.
- Die Winston-Salem Polar Twins stellten den Spielbetrieb ein.
- Die Florida Seals wurden als Expansionsteam in die Liga aufgenommen.
- Die Pee Dee Cyclones wurden als Expansionsteam in die Liga aufgenommen.

## Reguläre Saison

### Abschlusstabelle
Abkürzungen: GP = Spiele, W = Siege, L = Niederlagen, T = Unentschieden, OTL = Niederlage nach Overtime, GF = Erzielte Tore, GA = Gegentore, Pts = Punkte
|                         | GP | W  | L  | OTL | SOL | GF  | GA  | Pts |
| ----------------------- | -- | -- | -- | --- | --- | --- | --- | --- |
| Knoxville Ice Bears     | 56 | 36 | 14 | 5   | 1   | 262 | 192 | 78  |
| Columbus Cottonmouths   | 56 | 34 | 16 | 3   | 3   | 247 | 182 | 74  |
| Florida Seals           | 56 | 32 | 17 | 6   | 1   | 211 | 174 | 71  |
| Fayetteville FireAntz   | 56 | 31 | 19 | 3   | 3   | 224 | 175 | 68  |
| Huntsville Havoc        | 56 | 32 | 21 | 1   | 2   | 203 | 186 | 67  |
| Pee Dee Cyclones        | 56 | 16 | 33 | 6   | 1   | 201 | 307 | 39  |
| Jacksonville Barracudas | 56 | 15 | 39 | 2   | 0   | 183 | 315 | 32  |

### Beste Scorer
Abkürzungen: GP = Spiele, G = Tore, A = Assists, Pts = Punkte, PIM = Strafminuten
| Spieler       | Team                  | GP | G  | A  | Pts | PIM |
| ------------- | --------------------- | -- | -- | -- | --- | --- |
| Kevin Swider  | Knoxville Ice Bears   | 55 | 34 | 66 | 100 | 24  |
| Tylor Keller  | Columbus Cottonmouths | 56 | 28 | 66 | 94  | 67  |
| Tim Green     | Columbus Cottonmouths | 56 | 41 | 49 | 90  | 105 |
| K.J. Voorhees | Knoxville Ice Bears   | 56 | 34 | 44 | 78  | 33  |
| Dean Jackson  | Fayetteville FireAntz | 56 | 32 | 44 | 76  | 46  |

## President’s-Cup-Playoffs
| President’s-Cup-Pre-Playoffs | President’s-Cup-Pre-Playoffs | President’s-Cup-Pre-Playoffs |   |                       | President’s-Cup-Halbfinale | President’s-Cup-Halbfinale | President’s-Cup-Halbfinale |  |  | President’s-Cup-Finale | President’s-Cup-Finale | President’s-Cup-Finale |
|                              |                              |                              |   |                       |                            |                            |                            |  |  |                        |                        |                        |
|                              |                              |                              |   |                       |                            |                            |                            |  |  |                        |                        |                        |
|                              |                              |                              |   |                       |                            |                            |                            |  |  |                        |                        |                        |
| 1                            | Knoxville Ice Bears          | 3                            |   |                       |                            |                            |                            |  |  |                        |                        |                        |
| 1                            | Knoxville Ice Bears          | 3                            |   |                       |                            |                            |                            |  |  |                        |                        |                        |
|                              | 6                            | Pee Dee Cyclones             | 1 |                       |                            |                            |                            |  |  |                        |                        |                        |
|                              | 6                            | Pee Dee Cyclones             | 1 |                       |                            |                            |                            |  |  |                        |                        |                        |
|                              |                              |                              |   |                       |                            |                            |                            |  |  |                        |                        |                        |
|                              |                              |                              |   |                       |                            |                            |                            |  |  |                        |                        |                        |
| 1                            | Knoxville Ice Bears          | 3                            |   |                       |                            |                            |                            |  |  |                        |                        |                        |
| 1                            | Knoxville Ice Bears          | 3                            |   |                       |                            |                            |                            |  |  |                        |                        |                        |
|                              | 3                            | Florida Seals                | 1 |                       |                            |                            |                            |  |  |                        |                        |                        |
| 3                            | 3                            | Florida Seals                | 1 | Florida Seals         | 2                          |                            |                            |  |  |                        |                        |                        |
| 3                            |                              |                              |   | Florida Seals         | 2                          |                            |                            |  |  |                        |                        |                        |
| 4                            | Fayetteville FireAntz        | 1                            |   |                       |                            |                            |                            |  |  |                        |                        |                        |
| 4                            | Fayetteville FireAntz        | 1                            | 3 | Florida Seals         | 2                          |                            |                            |  |  |                        |                        |                        |
|                              |                              |                              | 3 | Florida Seals         | 2                          |                            |                            |  |  |                        |                        |                        |
|                              | 5                            | Huntsville Havoc             | 0 |                       |                            |                            |                            |  |  |                        |                        |                        |
| 2                            | 5                            | Huntsville Havoc             | 0 | Columbus Cottonmouths | 1                          |                            |                            |  |  |                        |                        |                        |
| 2                            |                              |                              |   | Columbus Cottonmouths | 1                          |                            |                            |  |  |                        |                        |                        |
| 5                            | Huntsville Havoc             | 2                            |   |                       |                            |                            |                            |  |  |                        |                        |                        |

## Vergebene Trophäen
| Auszeichnung                                                   | Spieler             | Team                  |
| -------------------------------------------------------------- | ------------------- | --------------------- |
| Coach of the Year Bester Trainer                               | Jerome Bechard      | Columbus Cottonmouths |
| Most Valuable Player Bester Spieler der regulären Saison       | Matt Carmichael     | Huntsville Havoc      |
| Scoring Leader Bester Scorer der regulären Saison              | Kevin Swider        | Knoxville Ice Bears   |
| Rookie of the Year Bester Rookie der regulären Saison          | Rob Sich            | Florida Seals         |
| Defenseman of the Year Bester Verteidiger der regulären Saison | Mike Clarke         | Fayetteville FireAntz |
| Goaltender of the Year Bester Torhüter der regulären Saison    | Terry Denike        | Florida Seals         |
| President’s Cup Gewinner der Playoffs                          | Knoxville Ice Bears | Knoxville Ice Bears   |
| William B. Coffey Trophy Bestes Team der regulären Saison      | Knoxville Ice Bears | Knoxville Ice Bears   |